# Festival Canet Rock
El festival Canet Rock fue un gran concierto al aire libre que se celebró por primera vez en julio de 1975 y al que le sucedieron cuatro sesiones más, siempre en Canet de Mar, provincia de Barcelona, Cataluña. Estuvo precedido por las Seis Horas de Canción (en catalán Sis Hores de Cançó), también organizadas en Canet de Mar, y se inspiró en festivales internacionales anteriores como el Woodstock de 1969 en Nueva York y el de la isla de Wight, entre 1968 y 1970 al sur de Inglaterra. En 2014 se impulsó un festival bajo el mismo nombre en Canet de Mar, con grupos de música pop del momento.

## Edición de 1975
La primera edición se hizo todavía bajo la dictadura de Franco y la organización no consiguió el permiso hasta dos días antes de su inicio. Se celebró el 26 y 27 de julio en el denominado Pla d'en Sala de Canet de Mar y prometía «doce horas de música y locura». La Sala Zeleste se ocupó de la programación musical, mientras que la empresa Pebrots vinculada a La Trinca  aportó la infraestructura. Los cantantes y grupos invitados (Maria del Mar Bonet, Pau Riba, Sisa, Compañía Eléctrica Dharma, la Orquesta Plateria, etc.) tenían en común la transgresión o, como empezaba a denominarse, contracultura, manifestada básicamente en el contenido de las letras de las canciones, el uso del estilo rock y otros estilos no del gusto del gobierno ni de la Iglesia, y el uso del catalán (nueva canción, rock laietano, etc.
En total participaron: Orquesta Mirasol, Compañía Eléctrica Dharma y Comediantes, Pau Riba, Jordi Sabatés, Molina (Lole y Manuel), Maria del Mar Bonet, Fusioon, Ia & Batiste, Barcelona Traction, Gualberto, Iceberg y Orquesta Plateria. La presencia de Sisa fue prohibida por el gobierno civil, si bien se hizo sonar la canción «Cualquier noche puede salir el sol» en un escenario oscurecido donde sólo se iluminaba el micrófono. Fue la edición más multitudinaria de todas y uno de los festivales de rock al aire libre más concurridos hasta el momento en España,  asistieron entre 15 000 y 30 000 personas. El director de cine Francesc Bellmunt dirigió la película Canet Rock, que fue estrenada el diciembre de 1976.

Cartel de la película.

## Edición de 1976
Bajo el nombre de «Canet Roc», los días 7 i 8 de agosto se celebró la segunda edición del festival, tras la muerte de Francisco Franco. En la «fiesta de la imaginación», con un número de público considerablemente inferior al de la edición anterior, participó la Companyia Elèctrica Dharma, Sisa, Josep Maria París, La Rondalla de la Costa, Barcelona Traction, Toti Soler, Jordi Sabatés, Santi Arisa, Secta Sònica, Orquestra Mirasol, Orquestra Plateria, Blay Tritono, Pau Riba, Oriol Tramvia, Atila, Miki Espuma, Els Pavesos, Triana, Esqueixada Sniff, Granada i Els Pescadors. También estuvo organitzado por Zeleste y Pebrots, como la primera edición. Nuevamente, los organizadores del festival recibieron la amenaza del gobierno de hacerlos acabar a las cuatro de la madrugada, en vez de las siete; una orden que finalmente no se hizo efectiva.

## Edición de 1977
Con el título «Fiesta de luna llena», la edición de aquel año vino marcada por la intensa lluvia caída que interrumpió constantemente el festival. Pese a ello,  participaron la mitad de asistentes de los años anteriores. Los días 30 y 31 de julio actuaron Casavella, la Orquesta Plateria, Pau Riba con Los Peruchos, Jordi Batiste, Oriol Tranvía, la Compañía Eléctrica Dharma, Mirasol Colores, Música Urbana y el grupo Sardineta. RCA publicó un álbum doble titulado Canet Roc 77. La tercera edición del festival también estuvo organizada por Zeleste y Pebrots, pese a las desavenencias iniciales entre las dos entidades.[Festival_Canet_Rock#cite_note-en-1 [1]]

## Edición de 1978
La última de las ediciones del Canet Rock durante la década de 1970 se celebró la noche entre los días 2 y 3 de septiembre. Los nuevos organizadores, Matriu Matràs y Sono-Servei, se decantaron por el punk y el new wave y fue la edición con más presencia de grupos internacionales. Actuaron Blondie, Nico, Ultravox, Bijou, Daevid Allen, Los Sírex, Quema Galilea, Akra, Tequila, Els Masturbadors Mongòlics, Música Urbana, Big Band del Sindicato Musical de Cataluña, Atila, Borne, Teta Atómica, La Banda Trapera del Río, Gótico y Pau Riba.
La organización tuvo que pagar 500 000 pesetas (unos 3000€ de la época, 43.500€ según la inflación) de sanción al gobierno civil por «agravio contra las creencias religiosas» al mostrar, en su cartel hecho por Pau Riba, una Madre de Dios de Filippo Lippi y una gota de semen procedente de la letra «o» de «Canet Roc» que conecta con una pirámide que envuelve la Madre de Dios, bajo las palabras «contrita contradictio virgo inseminanda». Se afirma que el gobierno civil recibió presiones de algunos sectores de la Iglesia i del ejército, no obstante, el movimiento católico Pax Christi lamentó la multa.

## Edición de 2014

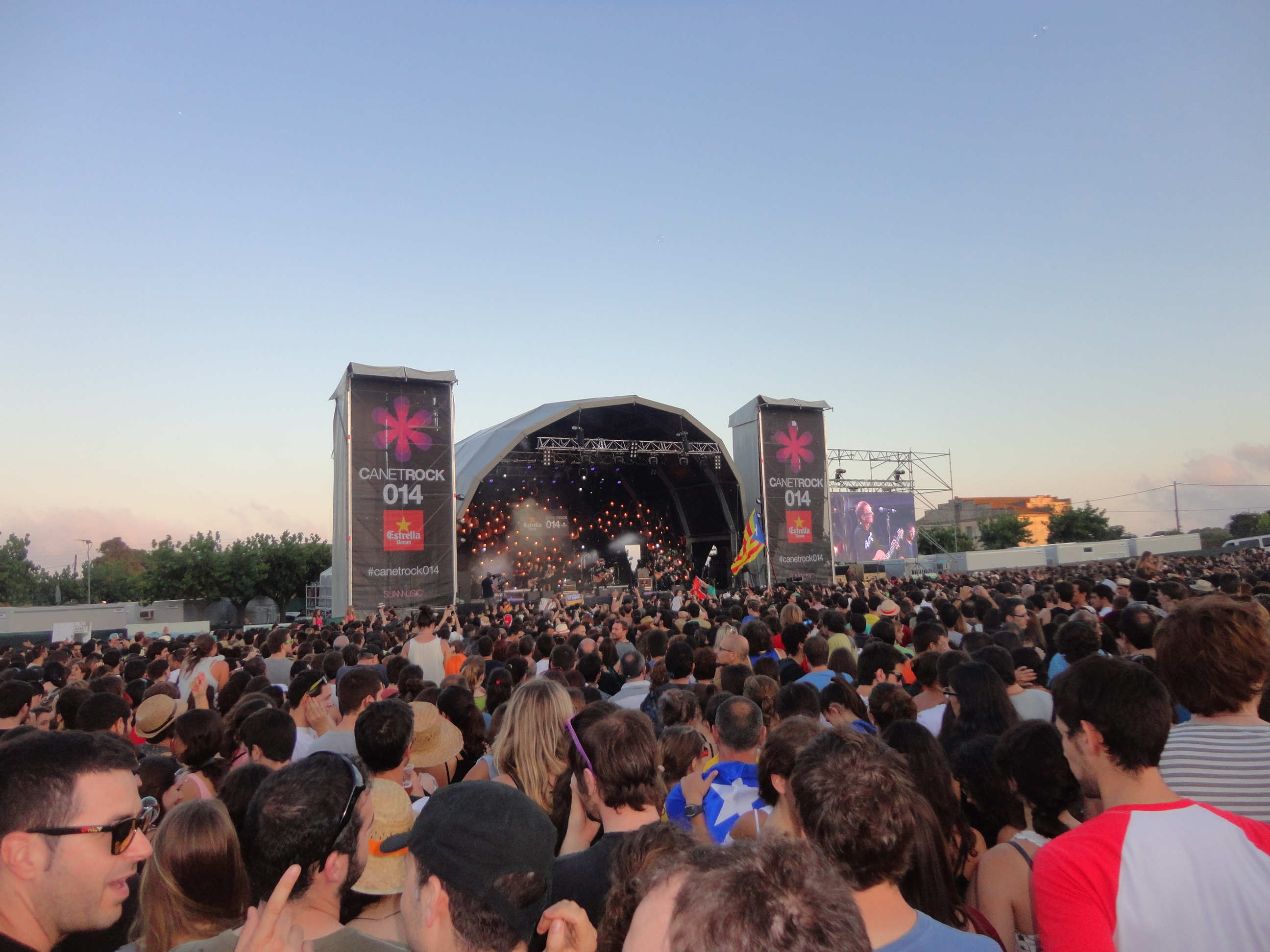
El festival Canet Rock, en julio de 2014.

En 2014 se recuperó el festival Canet Rock en el mismo Pla d'en Sala, de Canet de Mar. El 5 de julio de 2014, desde las siete de la tarde hasta pasadas las siete de la mañana tuvo lugar el festival con la actuación de grupos como Manel, Txarango, Love of Lesbian, Els Pets, Els Amics de les Arts, Jaume Sisa, Blaumut, Caín Riba, Delafé y las Flores Azules, Mishima, Gerard Quintana con Xarim Aresté, Gossos, Joan Dausà i els Tipus d'Interès, The Pinker Tones, la Companyia Elèctrica Dharma, Pep Sala, Crator y Manu Guix. Además el público eligió a partir de una llamada en las redes sociales el grupo Brams para completar el cartel. La dirección escénica fue bajo las órdenes de Lluís Danés, todo organitzado por la promotora de Sun Music dirigida por Gemma Recoder.
El mismo año tuvo lugar una exposición antológica sobre el festival en la Antigua Fábrica Estrella Damm, de Barcelona, comisariada por el Grupo Enderrock e impulsada por Sun Music.

## Edición de 2015
En 2015 Canet Rock se consolidó como festival y trajo artistas como Txarango, Catarres, La Pegatina, Lax'n'Busto, Oques Grasses, La banda Imposible, Els amics de les arts, Comediants o la Compañía Eléctrica Dharma -que hicieron un espectáculo especial para la celebración de los 40 años del festival-, Josep Maria Mainat de La Trinca, Pablo and The Appleheads, Lausana, Bikimel, Cris Juanico, Projecte Mut, Joana Serrat, Sanjosex entre amigos, ADC Dj y Ernesto Codina.
La dirección escénica fue bajo las órdenes de Miquel Setó, todo organizado por la promotora de Sun Music dirigida por Gemma Recoder.

## Edición de 2016
En 2016 Canet Rock trajo artistas como Manel, Els Catarres, La Gran Pegatina, Itaca Band, La Raíz, Aspencat, Els Pets, Blaumut, Sidonie, La Pols i l'Era, Sangtraït por Quim Mandado y LGP, Miquel del Roig, Animal, Tardor, Rúpits y los Dj's ADC y Ernest Codina. Esta fue la primera edición que la promotora no invitó a la Compañía Eléctrica Dharma a subir al escenario. Aquí finalizó el mito de que Dharma había estado en todos los Canet Rock.

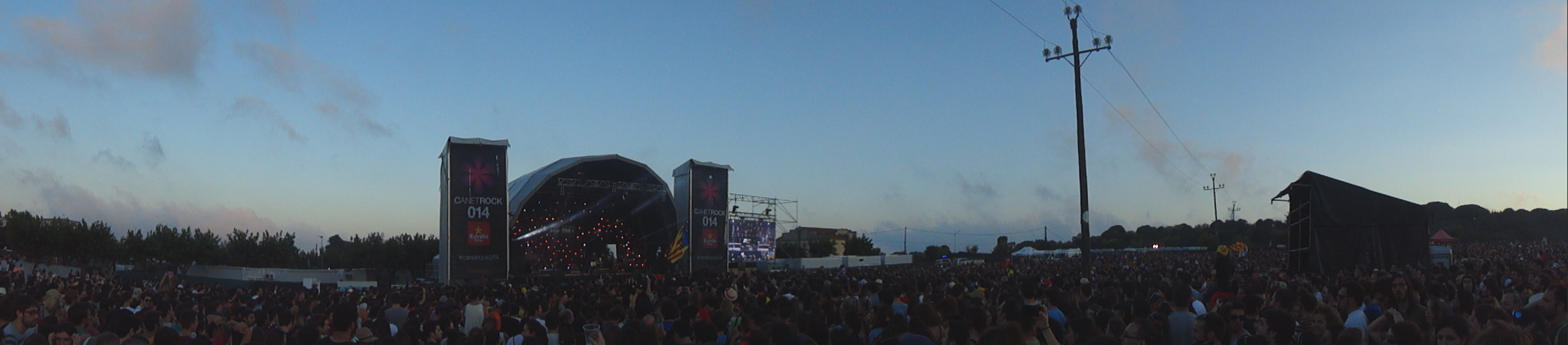
Panorámica del festival Canet Rock, en julio de 2014.

## Edición de 2017
En la cuarta edición moderna del festival, y con las entradas agotadas, participaron artistas como Els amics de les arts, Zoo, Txarango, Sopa de Cabra, l'Hora de Joglar, La iaia, Gossos, Itaca Band, Miquel del Roig, Doctor Prats, Jarabe de Palo y Búhos entre otros.